# 我用青春买醉
我用青春买醉（Are You There, Chelsea?，同名為Are You There Vodka? It's Me, Chelsea）為一部美國情境喜劇，由Dottie Zicklin與Julie Ann Larson製作。這部情境喜劇是由美國作家Chelsea Handler其2008年的暢銷書Are You There, Vodka? It's Me, Chelsea改編而成。並於2012年1月11日在美國NBC電視台正式上映。

## 劇情大綱
本齣影集由一名直言不諱的女性擔綱主角（原小說主角為Chelsea Handler）,描述主角二十多歲時與其朋友在紐澤西的工作與生活故事。許多故事情節都是改編自原著，而該書則是作者寫下她二十多歲時的工作經驗。

## 主要角色
- Laura Prepon飾演 雀兒西·紐曼（Chelsea Newman）
- 傑克·麥克道曼飾演 瑞克（Rick）-雀兒西工作地方的同事，酒保
- Lauren Lapkus飾演 迪迪（Dee Dee）-雀兒西的新室友
- Lenny Clarke飾演 馬文（Melvin）-雀兒西和思隆的爸爸
- 黃艾莉飾演 奧莉薇亞（Olivia）-韓國血統的美國人，雀兒西的好朋友
- Mark Povinelli飾演 陶德（Todd）-酒吧裡的助手
- Chelsea Handler飾演 思隆（Sloane）-雀兒西的姊姊
- Natasha Leggero飾演妮克（Nikki）-瑞克的前女友，因為缺錢便到酒吧一起上班

## 製作過程
本齣影集首見於NBC在2010年11月的預訂製作雜誌（development slate）。於2011年1月26日開始預訂製作。Dottie Zicklin和Julie Ann Larson寫了腳本並預定由Gail Mancuso擔任導演。除了擔任執行製作外，作者Handler本人也擔任其中的一角（Sloane），Chelsea懷孕的大姊。
在2011年一月發布選角消息。第一個選出的就是Laura Prepon，擔任女主角雀兒西·紐曼（Chelsea Newman，原先預定使用本名Chelsea Hanson）。下一位加入本劇組行列的則是Angel Laketa Moore，飾演Shoniqua，Chelsea工作的運動酒吧的助理經理。Lauren Lapkus和Natalie Morales接連參與，Lapkus飾演迪迪（Dee Dee），雀兒西的新朋友，並且跟雀兒西和Ivory住在一起。Morales飾演Ivory，Chelsea認識很久的韓國裔美國人朋友。 Jo Koy稍晚加入這個劇組，飾演馬克（Mark），Chelsea工作的酒吧的酒保。 Mark Povinelli飾演陶德（Todd），酒吧的員工。Lenny Clarke是最後一位加入劇組的演員，飾演馬文（Melvin），雀兒西Chelsea的父親，是一位相當強勢的人，也有著強勢的個性。
NBC在2011年5月13日預訂試映版，在旺季排入2011-12年美國電視的節目表中由Warner Bros. Television製作半小時的節目。
在2011年7月3日,有消息發布說Morales，Moore和Koy因為特殊原因從該劇組開除。在2011年8月9日，傑克·麥克道曼的角色被更換升級為Jo Koy原先擔任的酒保角色。在原本的腳本裡他飾演喬納森（Jonathan），Chelsea其中一個情人角色。
其他的更換方面，則是由原先以洛杉磯為背景更改為紐澤西。
在2011年8月25日，Ali Wong加入劇組飾演奧莉薇亞（Olivia），雀兒西的學生時期就一直認識的好朋友，跟雀兒西在同一家酒吧擔任雞尾酒侍者。
在2011年11月14日，NBC宣布《我用青春买醉》將在2012年1月11日（星期三）的熱門時段，緊接在Whitney後面上映。

## 國外播映
- 本劇已經由加拿大的Global Television Network購入,上映時會重新上流水印替代NBC。[16]
- 本劇並會在紐西蘭的TV2上映並重新更換名稱為'Chelsea Straight Up".[17]
- 本劇在2012年2月8日於薩爾瓦多、哥斯大黎加、巴西、阿根廷、哥倫比亞和委內瑞拉各地的Warner Channel首播。[18]
- 本劇並由德國的ProSiebenSat.1電視台購買。[19]

## 備註
1. ↑  .   [14 November 2011]. （原始内容存档于2012-09-10）.
2. ↑  Gorman, Bill. . TV by the Numbers. January 16, 2011  [May 13, 2011]. （原始内容存档于2011-11-17）.
3. ↑  . TV by the Numbers. November 3, 2010  [July 31, 2011]. （原始内容存档于2012-09-10）.
4. ↑  . TV by the Numbers. January 26, 3011  [July 31, 2011]. （原始内容存档于2012-09-10）.
5. ↑  Bricker, Tierney. . Zap2it. February 16, 2011  [July 31, 2011]. （原始内容存档于2012-09-10）.
6. ↑  Andreeva, Nellie. . Deadline.com. February 17, 2011  [July 31, 2011]. （原始内容存档于2012-09-10）.
7. ↑  . TV by the Numbers. February 18, 2011  [July 31, 2011]. （原始内容存档于2012-09-10）.
8. ↑  Andreeva, Nellie. . Deadline.com. February 24, 2011  [July 31, 2011]. （原始内容存档于2012-09-10）.
9. ↑  . TV by the Numbers. March 1, 2011  [July 31, 2011]. （原始内容存档于2012-09-10）.
10. ↑  Andreeva, Nellie. . Deadline.com. March 18, 2011  [July 31, 2011]. （原始内容存档于2012-09-10）.
11. ↑  Gorman, Bill. . TV by the Numbers. May 13, 2011  [May 13, 2011]. （原始内容存档于2012-07-31）.
12. ↑  "Showatch:Are You There, Chelsea?" From The Futon Critic
13. ↑  Ausiello, Michael. . TVLine. July 3, 2011  [July 31, 2011]. （原始内容存档于2012-09-10）.
14. ↑  .   [2012-01-20]. （原始内容存档于2014-03-06）.
15. ↑  .   [2012-01-20]. （原始内容存档于2012-09-07）.
16. ↑  Global Fall 2011 lineup 的存檔，存档日期2012-04-04. from Channel Canada
17. ↑  .   [2011-01-12]. （原始内容存档于2013-02-05）.
18. ↑  Furquim, Fernanda. . Veja. Editora Abril. December 30, 2011  [January 31, 2012]. （原始内容存档于2014-01-07） （葡萄牙语）.
19. ↑  Krannich, Bernd Michael. . Serienjunkies.de. March 1, 2012  [March 1, 2012]. （原始内容存档于2012-03-03） （德语）.

## 外部連結
- 官方网站
- 官方Facebook網頁
- 官方 （页面存档备份，存于）Twitter網頁
- 互联网电影数据库（IMDb）上《Are You There, Chelsea?》的资料（英文）